# France aux Jeux paralympiques d'été de 1960
La France participe aux Jeux paralympiques d'été de 1960 à Rome, en Italie du 18 au 25 septembre 1960. Il s'agit de sa 1re participation à des Jeux paralympiques d'été.

## Nombre d’athlètes qualifiés par sport
| Sport           | Hommes       | Femmes       | Total |
| --------------- | ------------ | ------------ | ----- |
| Athlétisme      | 1            | 0            | 1     |
| Basket-ball     | Non qualifié | Non qualifié | 0     |
| Dartchery       |              |              | 2     |
| Escrime         | Non qualifié | Non qualifié | 0     |
| Natation        | 1            | 0            | 1     |
| Snooker         | Non qualifié | Non qualifié | 0     |
| Tennis de table | Non qualifié | Non qualifié | 0     |
| Tir à l'arc     | 3            | 0            | 3     |
| Total           | 5            | 0            | 7     |

## Bilan général
| Sport       | Médaille d'or, Jeux paralympiques | Médaille d'argent, Jeux paralympiques | Médaille de bronze, Jeux paralympiques | Total | Rang pays |
| ----------- | --------------------------------- | ------------------------------------- | -------------------------------------- | ----- | --------- |
| Athlétisme  | 1                                 | 0                                     | 0                                      | 1     | 5e        |
| Dartchery   | 0                                 | 0                                     | 1                                      | 1     | 3e        |
| Natation    | 1                                 | 1                                     | 0                                      | 2     |           |
| Tir à l'arc | 1                                 | 2                                     | 0                                      | 3     | 4e        |
| Total       | 3                                 | 3                                     | 1                                      | 7     | 9e        |

| Jour         | Médaille d'or, Jeux paralympiques | Médaille d'argent, Jeux paralympiques | Médaille de bronze, Jeux paralympiques | Total |
| ------------ | --------------------------------- | ------------------------------------- | -------------------------------------- | ----- |
| 18 septembre |                                   |                                       |                                        |       |
| 19 septembre |                                   |                                       |                                        |       |
| 20 septembre |                                   |                                       |                                        |       |
| 21 septembre |                                   |                                       |                                        |       |
| 22 septembre |                                   |                                       |                                        |       |
| 23 septembre |                                   |                                       |                                        |       |
| 24 septembre |                                   |                                       |                                        |       |
| 25 septembre |                                   |                                       |                                        |       |
| Total        | 3                                 | 3                                     | 1                                      | 7     |

| Sexe   | Médaille d'or, Jeux paralympiques | Médaille d'argent, Jeux paralympiques | Médaille de bronze, Jeux paralympiques | Total |
| ------ | --------------------------------- | ------------------------------------- | -------------------------------------- | ----- |
| Hommes | 3                                 | 3                                     | 0                                      | 6     |
| Femmes | 0                                 | 0                                     | 0                                      | 0     |
| Mixte  | 0                                 | 0                                     | 1                                      | 1     |
| Total  | 3                                 | 3                                     | 1                                      | 7     |

### Multi-médaillés
| Athlète         | Sport    | Médaille d'or, Jeux olympiques | Médaille d'argent, Jeux olympiques | Médaille de bronze, Jeux olympiques | Total |
| --------------- | -------- | ------------------------------ | ---------------------------------- | ----------------------------------- | ----- |
| Bernard Jarrige | Natation | 1                              | 1                                  | 0                                   | 2     |

## Médaillés

### Médailles d’or
| Sport       | Discipline                 | Athlète(s)        | Performance | Date |
| ----------- | -------------------------- | ----------------- | ----------- | ---- |
| Athlétisme  | Lancer de massue B         | Marcel Barbier    | 38,24 m     |      |
| Natation    | 25 m crawl juniors         | Bernard Jarrige   | 41 s 90     |      |
| Tir à l'arc | Ronde Britannique masculin | Camille Trouverie |             |      |

### Médailles d'argent
| Sport       | Discipline             | Athlète(s)      | Performance | Date |
| ----------- | ---------------------- | --------------- | ----------- | ---- |
| Natation    | 25 m dos juniors       | Bernard Jarrige | 46 s 80     |      |
| Tir à l'arc | Ronde Britannique      | Delapietra      |             |      |
| Tir à l'arc | Ronde de Saint-Nicolas | Gérard Figoni   |             |      |

### Médailles de bronze
| Sport     | Discipline | Athlète(s)                 | Performance | Date |
| --------- | ---------- | -------------------------- | ----------- | ---- |
| Dartchery |            | Bernabei Camille Trouverie |             |      |

## Natation
| Athlète         | Épreuve            | Finale | Finale                                |
| Athlète         | Épreuve            | Temps  | Rang                                  |
| --------------- | ------------------ | ------ | ------------------------------------- |
| Bernard Jarrige | 25 m crawl juniors | 41 s 9 | Médaille d'or, Jeux paralympiques     |
| Bernard Jarrige | 25 m dos juniors   | 46 s 8 | Médaille d'argent, Jeux paralympiques |